# Rushton (Northamptonshire)
Rushton is een civil parish in het bestuurlijke gebied Kettering, in het Engelse graafschap Northamptonshire met 461 inwoners.